# Port of Entry
Port of Entry (Abkürzung P. o. E. oder POE) ist die englischsprachige Bezeichnung für einen Ort, in der Regel ein Hafen oder Flughäfen, an dem man rechtmäßig in ein Land einreisen und Güter importieren darf. Der Grenzübergang verfügt dazu in der Regel über Einrichtungen des Grenzschutzes und der Zollverwaltung. Die Entscheidung, ob eine Einrichtung ein Einreisehafen werden soll, obliegt der zivilen Behörde, die diesen kontrolliert.

## Seeverkehr
Häfen können nur dann als Einreisehäfen genutzt werden, wenn dort eine Zollstelle für die Zollabfertigung – zum Einklarieren stationiert ist. Ports of Entries sind nur bestimmte Zollhäfen, die auch oft nicht ganzjährig geöffnet sind. Ihn muss ein Schiff oder eine Yacht auf kürzestem Weg durch die Hoheitsgewässer anlaufen.

## Luftverkehr
Internationale Flughäfen sind normalerweise Einreisehäfen, ebenso wie Straßen- und Eisenbahnübergänge an einer Landgrenze.